# 布特纳克
布特纳克（法語：Boutenac，法語發音：[butnak] ⓘ）是法国奥德省的一个市镇，属于纳博讷区。

## 地理
布特纳克（43°8'51"N, 2°47'26"E）面积22.96 平方千米，位于法国奧克西塔尼大區奥德省，该省份为法国南部沿海省份，北起塔恩省，西北接上加龙省，西接阿列日省，南至东比利牛斯省，东临地中海，东北与埃罗省接壤。
与布特纳克接壤的市镇（或旧市镇、城区）包括：比扎内、费拉勒莱科比耶尔、莱济尼昂科比耶尔、奥尔比约河畔吕克、蒙特塞雷、奥尔奈松、圣安德烈-德罗克隆格、泰藏德科比耶尔。

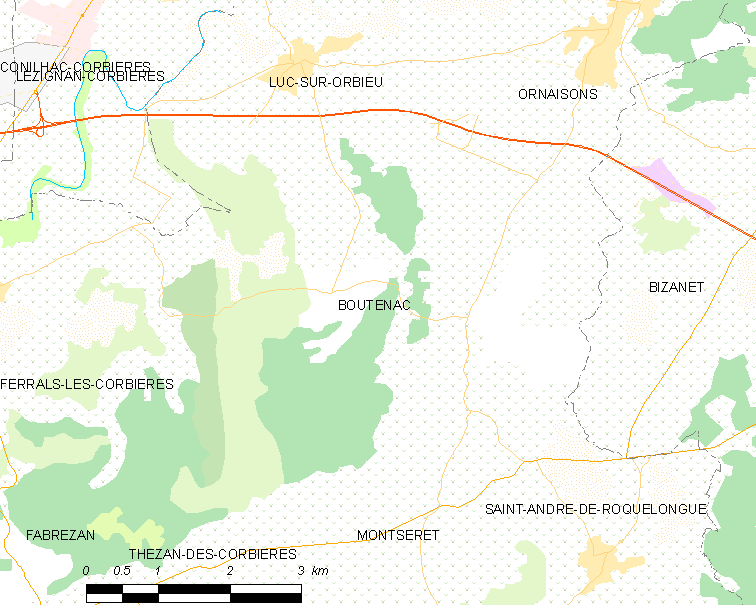
布特纳克的OSM定位图

布特纳克的时区为UTC+01:00、UTC+02:00（夏令时）。

## 行政
布特纳克的邮政编码为11200，INSEE市镇编码为11048。

## 政治
布特纳克所属的省级选区为莱科比耶尔县。

## 人口

1962-2008年间布特纳克人口变化图示

布特纳克于2022年1月1日时的人口数量为739人。